# Luostari
Luostari è una località rurale abitata della Russia europea settentrionale situata nel rajon Pečengskij dell'oblast' di Murmansk vicino alla frontiera con la Norvegia. Dal 1920 al 1945 fece parte della Finlandia. In prossimità della località sono situati l'omonima stazione ferroviaria e il campo d'aviazione di Luostari/Pečenga. Il monastero era all'interno della collina, l'ingresso è stato fatto saltare in aria, nascondendo qualcosa